# Parachondrostoma toxostoma
Parachondrostoma toxostoma là một loài cá vây tia thuộc họ Cyprinidae. Loài này có ở Pháp và Thụy Sĩ.
Môi trường sống tự nhiên của chúng là sông ngòi and khu vực trữ nước. Chúng hiện đang bị đe dọa vì mất môi trường sống.